# Internationale Vereinigung für Soziale Sicherheit
Die Internationale Vereinigung für Soziale Sicherheit (IVSS), engl. International Social Security Association (ISSA) ist ein weltweites Forum der Träger der Sozialversicherung.
Die IVSS ist eine Non-Profit-Organisation, die 1927 gegründet wurde.  Mitglieder der IVSS sind nationale Institutionen aus dem Bereich der Sozialen Sicherheit. Mit Stand 2012 sind 340 Institutionen aus 158 Ländern Mitglied der IVSS. Gemeinsam verfolgen sie das Ziel, die soziale Sicherheit, insbesondere Arbeitssicherheit und Gesundheitsschutz, weltweit zu fördern und auszubauen. Die IVSS hat ihren Sitz in Genf und wird von einer Generaldirektion geleitet.

## Vollmitglieder
Vollmitglieder aus Deutschland sind mit Stand Januar 2014:
- Deutsche Rentenversicherung Bund
- Deutsche Gesetzliche Unfallversicherung
- GKV-Spitzenverband
- Sozialversicherung für Landwirtschaft, Forsten und Gartenbau

## Sektionen
Ein Ziel der IVSS ist die Verbesserung der Arbeitssicherheit und des Gesundheitsschutzes weltweit. Dreizehn nach Branchen gegliederte internationale Sektionen arbeiten gemeinsam an diesem Ziel:
- Landwirtschaft
- Bauwirtschaft
- Elektrizität, Gas und Wasser
- Chemische Industrie
- Information
- Forschung
- Bergbau
- Maschinen- und Systemsicherheit
- Eisen- und Metallindustrie
- Erziehung und Ausbildung
- Gesundheitswesen
- Präventionskultur
- Transportwesen

### Elektrizität, Gas und Wasser
Die Sektion Elektrizität, Gas und Wasser wurde 1971 gegründet und hat ihren Sitz bei der Berufsgenossenschaft Energie Textil Elektro Medienerzeugnisse (BG ETEM) in Köln. Die Sektion stützt sich auf die Mitarbeit von mehr als 40 Mitgliedern aus über 20 Ländern.
Aufgaben
Ihre Aufgabe ist die weltweite Förderung des Arbeits- und Gesundheitsschutzes im Bereich der Erzeugung und Verteilung von elektrischem Strom sowie bei der Nutzung von Elektrizität und Gas im gewerblichen Bereich. Die Sektion fördert den internationalen Erfahrungsaustausch unter Experten mit Symposien, Workshops, internationalen Arbeitsgruppen und Schulungsmaßnahmen zu aktuellen Fragestellungen auf dem Gebiet des Arbeits- und Gesundheitsschutzes dieses Wirtschaftssektors. Zentrale Herausforderungen sind technische, organisatorische, medizinisch-biologische und psychologische Fragen der Arbeitssicherheit wie z. B. Schutz vor den Gefahren des elektrischen Stroms, Schutz bei Arbeiten an Anlagen der öffentlichen Strom-, Gas-, Wasser- und Fernwärmeversorgung, Erste-Hilfe-Maßnahmen nach elektrischen Unfällen, Aus- und Fortbildung im Arbeits- und Gesundheitsschutz, Sicherheitsmanagement, menschliches Verhalten, biologische Wirkung elektromagnetischer Felder.
Ein weiterer Schwerpunkt in der Arbeit der Sektion Elektrizität ist die Organisation des International Media Festival for Prevention, das alle drei Jahre im Rahmen des Weltkongresses zur Sicherheit und Gesundheit bei der Arbeit stattfindet.